# Tidig skråpblomfluga
Tidig skråpblomfluga (Cheilosia himantopus) är en tvåvingeart som först beskrevs av Georg Wolfgang Franz Panzer 1798.  Tidig skråpblomfluga ingår i släktet örtblomflugor, och familjen blomflugor.
Artens utbredningsområde är Österrike. Arten är reproducerande i Sverige. Inga underarter finns listade i Catalogue of Life.